# XB-27轟炸機
Martin XB-27（Martin Model 182）是一款由格倫·L·馬丁公司提出的高空中型轟炸機的設計方案。該機的設計大致基於B-26轟炸機。然而，XB-27只停留在紙面上，沒有後續計畫。